# Liste der isländischen Botschafter in Kanada
Dies ist eine Liste der isländischen Botschafter in Kanada. Bis 2001 wurde Kanada von den isländischen Botschaftern für die Vereinigten Staaten mitbetreut, womit die Liste für diesen Zeitraum weitgehend identisch mit der Liste der isländischen Botschafter in den Vereinigten Staaten ist.
Die eigene isländische Botschaft in Ottawa wurde 2001 eröffnet, mit Hjálmar W. Hannesson als erstem Botschafter.
| Nr. | Name                           | Anstellung         | Posten verlassen   |
| --- | ------------------------------ | ------------------ | ------------------ |
| 1   | Thor Thors                     | 19. September 1947 | 11. Januar 1965    |
| 2   | Pétur J. Thorsteinsson         | 4. August 1965     | 30. September 1969 |
| 3   | Magnús V. Magnússon            | 1. Oktober 1969    | 4. April 1971      |
| 4   | Guðmundur Ívarsson Guðmundsson | 1. August 1971     | 9. April 1973      |
| 5   | Haraldur Kröyer                | 9. April 1973      | 6. Oktober 1976    |
| 6   | Hans G. Andersen               | 6. Oktober 1976    | 28. April 1987     |
| 7   | Ingvi S. Ingvarsson            | 28. April 1987     | 24. Januar 1991    |
| 8   | Tómas Ármann Tómasson          | 24. Januar 1991    | 20. Januar 1994    |
| 9   | Einar Benediktsson             | 20. Januar 1994    | 21. November 1997  |
| 10  | Jón Baldvin Hannibalsson       | 10. Juni 1998      | 9. April 2001      |
| 11  | Hjálmar W. Hannesson           | 9. April 2001      | 17. September 2003 |
| 12  | Guðmundur Eiríksson            | 17. September 2003 | 14. November 2005  |
| 13  | Markús Örn Antonsson           | 14. November 2005  | 15. September 2008 |
| 14  | Sigríður Anna Þórðardóttir     | 15. September 2008 | 8. März 2012       |
| 15  | Þórður Ægir Óskarsson          | 8. März 2012       | 3. September 2014  |
| 16  | Sturla Sigurjónsson            | 3. September 2014  |                    |